# Lakkanayakanahalli, Chik Ballapur
Lakkanayakanahalli là một làng thuộc tehsil Chik Ballapur, huyện Kolar, bang Karnataka, Ấn Độ.